# Schoeller-Bleckmann Oilfield Equipment
Schoeller-Bleckmann Oilfield Equipment AG er en østrigsk virksomhed, der leverer primært boreudstyr til olieindustrien. Virksomheden var fra 1924-1975 en division i Schoeller-Bleckmann, en producent af stålprodukter, som i 1975 fusionerede med Vereinigte Edelstahl Werke (VEW). I 1988 bliver Schoeller-Bleckmann Oilfield Equipment en selvstændig virksomhed. Virksomheden er baseret i Ternitz sydvest for Wien.